# Национальная атомная энергетическая комиссия Бразилии
Национальная атомная энергетическая комиссия Бразилии (Comissáo Nacional de Energía Nuclear, CNEN) является бразильским государственным ведомством, отвечающим за ориентацию, планирование, контроль и управление ядерной программой Бразилии. Агентство было создано 10 октября 1956 года. 
Национальная атомная энергетическая комиссия Бразилии находится под непосредственным контролем Министерства науки и технологий.

## Структура
Агентство имеет штаб-квартиру в Рио-де-Жанейро и управляет несколькими институтами и объектами по всей Бразилии. 
Она имеет пять региональных округов, со штаб-квартирами в Ангра-дус-Рейс, Форталеза, Порту-Алегри и Бразилиа.

### НИИ
- Научно-исследовательский институт атомной энергетики (Институт энергетических и ядерных исследований Бразилии, IPEN[1])
- Институт радиологической защиты и дозиметрии
- Центр развития ядерных технологий
- Ядерный институт
- Центрально-Западный региональный центр ядерной науки
- Северо-Восточный региональный центр ядерной науки.